# Сауд ибн Фейсал ибн Абдул-Азиз Аль Сауд
Сау́д ибн Фе́йсал ибн Абду́л-Ази́з А́ль Сау́д, известный как Сауд аль-Фейсал (араб. سعود بن فيصل بن عبد العزيز آل سعود‎; 2 января 1940, Эт-Таиф, Саудовская Аравия — 9 июля 2015, Лос-Анджелес, США) — саудовский государственный деятель, дипломат и министр иностранных дел Саудовской Аравии в 1975—2015 годах. Сын третьего короля Фейсала и был рекордсменом по пребыванию на посту министра иностранных дел.

## Биография

### Ранние годы
Родился 2 января 1940 года в Эт-Таифе. Был вторым сыном короля Фейсала и Иффата ас-Сунайяна (1916—2000). У него были 5 полнородных брата: Мухаммед (1937—2017), Абдуррахман (1942—2014), Бандар (1943—2015) и Турки (род. 1945) и 4 полнородные сестры: Сара (род. 1935), Латифа, принцесса Лулува (род. 1948) и Хайфа (род. 1950).

### Образование
В 1964 или 1965 году окончил Принстонский университет со степенью бакалавра.
Работал экономическим консультантом в Министерстве нефти Саудовской Аравии. В феврале 1970 года стал вице-президентом нефтяной компании Петромин по планированию. Был членом Верховного координационного комитета.
В 1971 году стал заместителем министра нефти.

### Должность

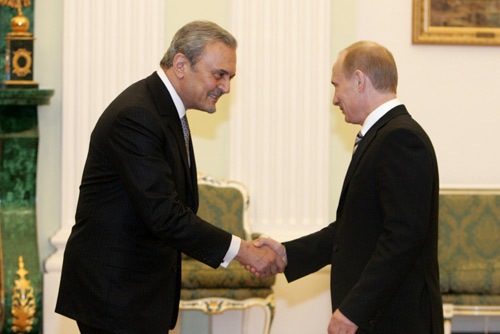
Принц Сауд и президент РФ Владимир Путин в 2008 году

В марте 1975 года был назначен на должность министра иностранных дел.
В 29 апреле 2015 году на посту министра иностранных дел его сменил посол Саудовской Аравии в США Адель аль-Джубейр.

## Смерть
Страдал от болезни Паркинсона и болей в спине. Перенёс операцию в Соединенных Штатах. В августе 2012 года в Джидде ему была проведена операция на кишечнике.
В январе 2015 года в США ему была проведена операция на позвоночнике.
Умер 9 июля 2015 года в возрасте 75 лет.

## Личная жизнь
Был женат на своей кузине Джаухаре бинт Абдалла, и имел в браке троих сыновей и трёх дочерей. Его дочь Хайфа бинт Сауд замужем за первым арабским космонавтом, принцем Султаном ибн Салманом.